# Celedonio Romero
Celedonio Romero (2 mars 1913 - 8 mai 1996) est un guitariste, compositeur et poète, mieux connu comme le fondateur du quatuor de guitares Los Romeros. 

## Biographie
Celedonio Romero naît à Cienfuegos, Cuba, alors que ses parents sont en voyage d'affaires sur l'île. Il  commence à jouer de la guitare à l'âge de cinq ans et étudie finalement la théorie musicale, l'harmonie, la composition et le contrepoint au Conservatoire de Málaga et au Conservatoire Royal de Madrid, sous la direction de  Joaquín Turina. Romero n'a jamais étudié avec un professeur de guitare. Bien qu'il ait fait ses débuts en concert à l'âge de 22 ans et qu'il soit bien connu en Espagne, le gouvernement de Franco refuse de lui permettre de donner des concerts à l'étranger, le gardant inconnu du reste du monde. Sa femme, Angelita, est une chanteuse et actrice de théâtre qui a étudié à l'Académie royale des beaux-arts de Malaga. 
Après avoir secrètement obtenu un visa américain, la famille obtient la permission de rendre visite à un parent malade au Portugal en 1957. Cependant, plutôt que de retourner en Espagne, la famille s'installe dans le sud de la Californie, et Celedonio et ses trois fils Celin, Pepe et Angel fondent un quatuor de guitares, Los Romeros. Celedonio Romero est le premier professeur de Christopher Parkening ; puis Pepe prend la suite de son enseignement. On peut entendre Angelita Romero jouer des castagnettes sur certains enregistrements du quatuor. 
Celedonio fait un grand nombre d'enregistrements, en solo et avec les Romeros, qui sont apparus sur les labels Delos et Philips. Il écrit également plus de 100 compositions pour guitare, dont une douzaine de concertos. 
Romero meurt d'un cancer du poumon à l'âge de 83 ans à San Diego, en Californie. Il a été intronisé à l'Ordre d'Isabelle la Catholique par le roi Juan Carlos Ier. Il a également été fait Chevalier du Saint-Sépulcre par le pape Jean-Paul II.

## Compositions
La plupart des dates ci-dessous sont des dates de publication plutôt que la date de la première composition de l'œuvre. 
- Suite andaluza: para guitarra
- Estudio, La Mariposa
- Tango Angelita : pour voix et guitare ou guitare solo (1931)
- Noche en malaga (1940)
- Prélude romantique (1945)
- Gavota para guitarra (1980)
- Tema y variaciones: Homenaje a Fernando Sor: para guitarra (1981)
- Cinco preludios para guitarra (1981)
- Concierto de Malaga: por soleares (1981; orchestration de Federico Moreno Torroba )
- La Catedral de Colonia: para guitarra (1983)
- Diez preludios: VI al XV, para guitarra (1983)
- Preludios; y, Canción para guitarra (1983)
- Dos Mazurkas para Guitarra (1983)
- Sonata scarlatta: para guitarra: non. 1 para guitarra (1984)
- Celin: tango: para guitarra (1984)
- Fiesta andaluza: concierto para guitarra y orquesta (1985)
- Sonata Scarlatta: non. 2 para guitarra (1986)
- El cortijo de Don Sancho: suite para guitarra y orquesta (1986)
- Fantasia cortesana   : suite antigua para guitarra y orquesta (1986)
- Los Maestros: tres canciones para tres principales: guitarra (1986)
- Suite madrileña, no. 1 para guitarra (1986)
- Suite madrileña, no. 2 (1986)
- Pepe: vals, para guitarra (1986)
- Angel: vals non. 1 para guitarra (1986)
- Angel vals: non. 2 para guitarra (1986)
- Guitarras del museo   : para quintarra y orquesta (1987)
- Nocturno de la bahia y la farola (1987)
- La Petenera se ha muerto y los pajaros vuelan: pour guitare (1987)
- El Embrujo de gibralfaro y puerta oscura: concierto no. 8 (1988)
- Fantasia española: poema a la guitarra (guitarra y orquesta) (1988)
- Suite numéro 9 (La española): Concerto pour 2 guitares et orchestre (1992)
- Canción (sobre la petenera) (1993)
- Habanera (1993)
- Danza andaluza: no 1 (1993)
- Danza andaluza: no 1 (1993)